# Lezey
Lezey est une commune française située dans le département de la Moselle, en région Grand Est.

## Géographie
Lezey est un village du Saulnois en Moselle, proche du département de Meurthe-et-Moselle desservi sur la route de Château-Salins à Sarrebourg. Les principaux écarts sont les fermes de la Haute-Récourt et de la Basse-Récourt.

### Communes limitrophes
Les communes limitrophes sont  Bezange-la-Petite, Juvelize, Ley, Marsal, Moncourt et Xanrey.

### Hydrographie
La commune est située dans le bassin versant du Rhin au sein du bassin Rhin-Meuse. Elle est drainée par le canal de flottage des Salines, le ruisseau de la Saline, le ruisseau de l'Étang du Pre Bernard, le ruisseau de St-Pierre et le ruisseau des Bourbieres.
La commune est traversée par un affluent de la Seille : le ruisseau de Nard,
Le canal de flottage des Salines, d'une longueur totale de 15,8 km, prend sa source dans la commune de Bourdonnay et se jette  dans la Seille en limite de Marsal et de Moyenvic, après avoir traversé huit communes.

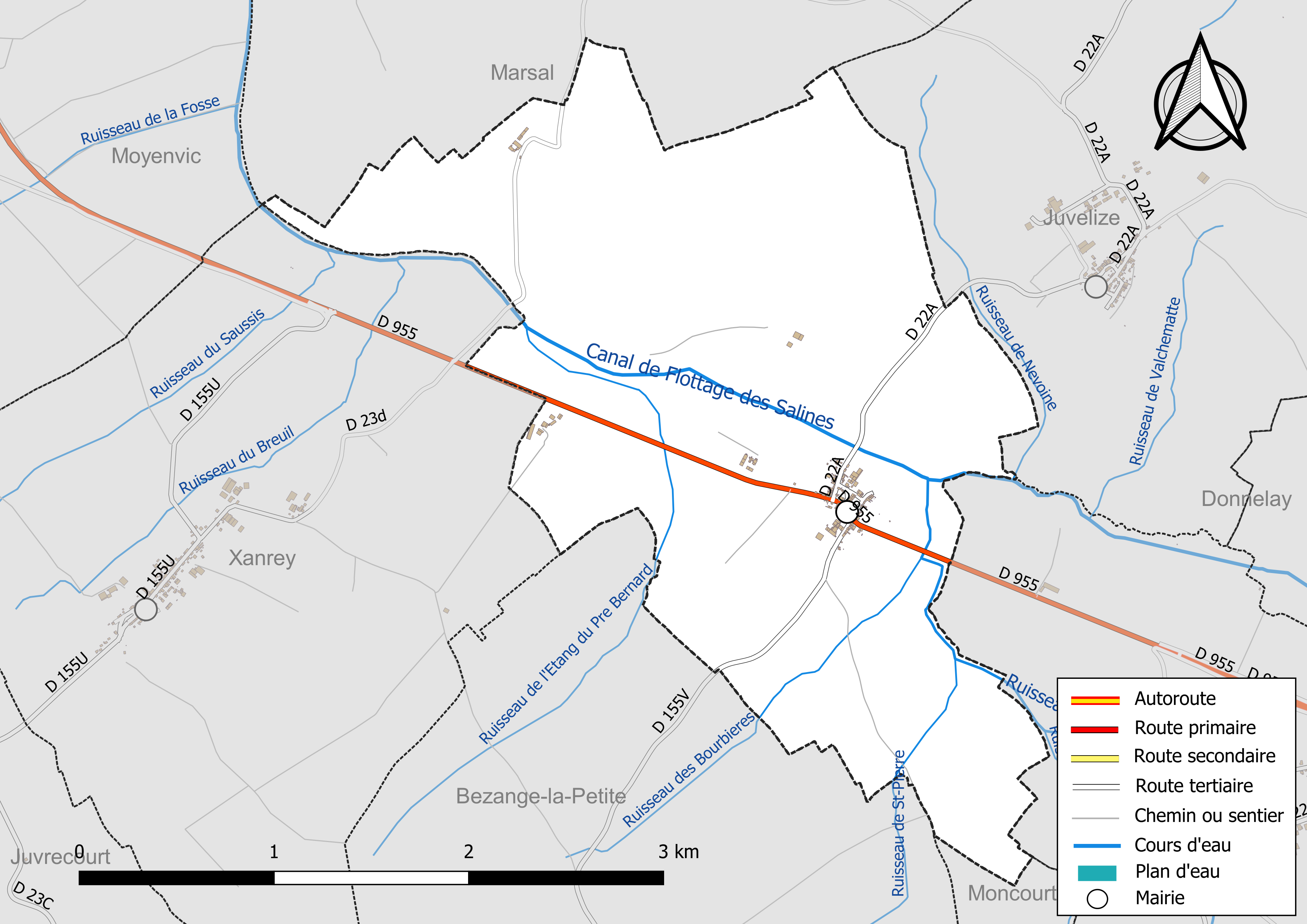
Réseaux hydrographique et routier de Lezey.

La qualité des eaux des principaux cours d’eau de la commune, notamment du canal de Flottage des Salines, peut être consultée sur un site spécial géré par les agences de l’eau et l’Agence française pour la biodiversité.

### Climat
Pour des articles plus généraux, voir Climat du Grand Est et Climat de la Moselle.
En 2010, le climat de la commune est de type climat océanique dégradé des plaines du Centre et du Nord, selon une étude du Centre national de la recherche scientifique s'appuyant sur une série de données couvrant la période 1971-2000. En 2020, Météo-France publie une typologie des climats de la France métropolitaine dans laquelle la commune est exposée à un climat semi-continental et est dans la région climatique Lorraine, plateau de Langres, Morvan, caractérisée par un hiver rude (1,5 °C), des vents modérés et des brouillards fréquents en automne et hiver.
Pour la période 1971-2000, la température annuelle moyenne est de 9,9 °C, avec une amplitude thermique annuelle de 17,6 °C. Le cumul annuel moyen de précipitations est de 779 mm, avec 11,7 jours de précipitations en janvier et 9 jours en juillet. Pour la période 1991-2020, la température moyenne annuelle observée sur la station météorologique de Météo-France la plus proche, « Rodalbe », sur la commune de Rodalbe à 18 km à vol d'oiseau, est de 10,6 °C et le cumul annuel moyen de précipitations est de 737,2 mm. 
La température maximale relevée sur cette station est de 38,7 °C, atteinte le 24 juillet 2019 ; la température minimale est de −18,1 °C, atteinte le 26 décembre 2010,,.
Les paramètres climatiques de la commune ont été estimés pour le milieu du siècle (2041-2070) selon différents scénarios d'émission de gaz à effet de serre à partir des nouvelles projections climatiques de référence DRIAS-2020. Ils sont consultables sur un site spécial publié par Météo-France en novembre 2022.

## Urbanisme

### Typologie
Au 1er janvier 2024, Lezey est catégorisée commune rurale à habitat dispersé, selon la nouvelle grille communale de densité à sept niveaux définie par l'Insee en 2022.
Elle est située hors unité urbaine et hors attraction des villes,.

### Occupation des sols
L'occupation des sols de la commune, telle qu'elle ressort de la base de données européenne d’occupation biophysique des sols Corine Land Cover (CLC), est marquée par l'importance des territoires agricoles (100 % en 2018), une proportion identique à celle de 1990 (100 %). La répartition détaillée en 2018 est la suivante : 
terres arables (77,2 %), prairies (22,8 %). L'évolution de l’occupation des sols de la commune et de ses infrastructures peut être observée sur les différentes représentations cartographiques du territoire : la carte de Cassini (XVIIIe siècle), la carte d'état-major (1820-1866) et les cartes ou photos aériennes de l'IGN pour la période actuelle (1950 à aujourd'hui).

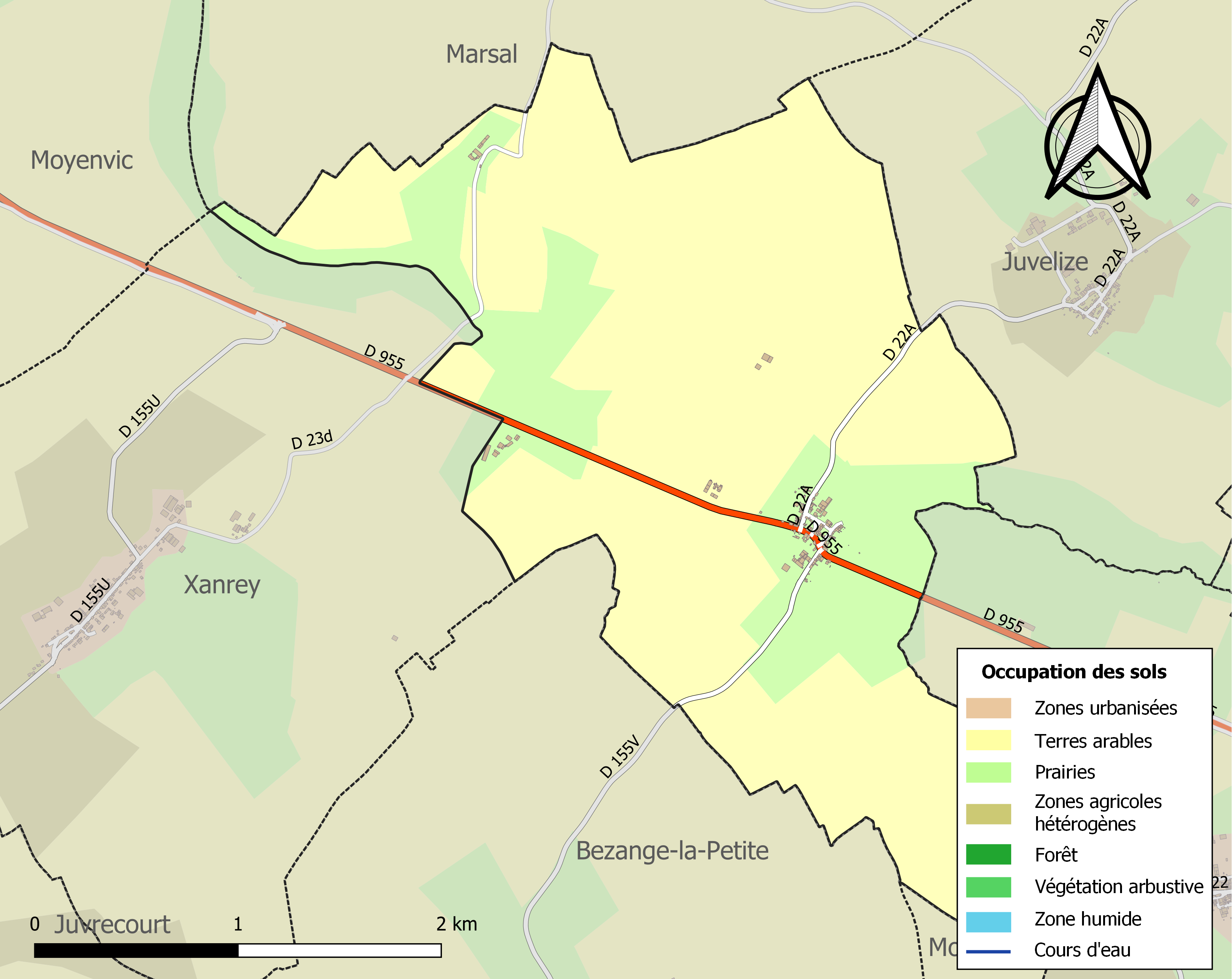
Carte des infrastructures et de l'occupation des sols de la commune en 2018 (CLC).

### Habitat et logement
En 2018, le nombre total de logements dans la commune était de 49, alors qu'il était de 45 en 2013 et de 53 en 2008.
Parmi ces logements, 82,4 % étaient des résidences principales, 0 % des résidences secondaires et 17,6 % des logements vacants. Ces logements étaient pour 92,1 % d'entre eux des maisons individuelles et pour 7,9 % des appartements.
Le tableau ci-dessous présente la typologie des logements à Lezey en 2018 en comparaison avec celle de la Moselle et de la France entière. Une caractéristique marquante du parc de logements est ainsi l'absence de résidences secondaires et logements occasionnels, à comparer à la proportion dans département (2,1 %) et  la France entière (9,7 %). Concernant le statut d'occupation de ces logements, 89,5 % des habitants de la commune sont propriétaires de leur logement (82,5 % en 2013), contre 59,8 % pour la Moselle et 57,5 % pour la France entière.
| Typologie                                               | Lezey | Moselle | France entière |
| ------------------------------------------------------- | ----- | ------- | -------------- |
| Résidences principales (en %)                           | 82,4  | 88,7    | 82,1           |
| Résidences secondaires et logements occasionnels (en %) | 0     | 2,1     | 9,7            |
| Logements vacants (en %)                                | 17,6  | 9,2     | 8,2            |

## Toponymie
La toponymie de la commune vient du nom de personne latin Lisius avec le suffixe -acum.
Dom Calmet, qui avait relevé l'ancienne dénomination Alzey proposait lui une origine de l'allemand Altzey (vieil étang).  Au fil des années elle s'est nommée: Lizeis (1192), Lezey (1290),  Lieizei (XIIe), Litzingen (1473), Lezay ou Layzay (1719), Lezey (1793), Litzingen (1915–1918 et 1940–1944).
La localité s'est nommée Litzingen pendant l'annexion allemande de 1871-1918.

## Histoire

### Antiquité
On a retrouvé les traces d'une imposante villa gallo-romaine.

### Moyen Âge
Au Moyen Âge, le village est un  fief de l'abbaye cistercienne de Haute-Seille (Cirey-sur-Vezouze) et de l'abbaye de Remiremont  qui l'échange contre d'autres possessions à l'Abbaye de Salival
Un acte rédigé vers 934 par l'abbesse de Remiremont Giselle fait allouer de l'argent pour célébrer la mémoire des habitants de Lezey qui auraient été mis à mort par des troupes étrangères.
L'abbaye de Salival exploite la Saline de Saléaux, située à la limite avec Ley. En 1268 elle est cédée à l'évêché de Metz. Elle était alimentée en bois par le canal de flottage de Moyenvic, qui suivait le lit du Nard depuis les étangs de Donnelay et d'Ommeray.
Lezey appartient alors à la principauté épiscopale de Metz.

### Temps modernes
Le village est totalement détruit pendant la Guerre de Trente Ans, on a retrouvé par la suite les ruines de deux châteaux et des restes d'habitations éparses qui laissent supposer que le village était jadis plus étendu.
Avant 1661 Lezey relève de la prévôté d'Einville, puis le traité de Vincennes entre Louis XIV et Charles IV de Lorraine du  28 février 1661 prévoit la cession à la France d'un chenal d'une demi-lieue de large entre Metz et Phalsbourg. La commune devient alors une possession française et fait partie du bailliage de Sarrebourg.
Par la suite, la bourgade dépend du bailliage de Sarrelouis et de la généralité de Metz, elle reste régie conformément à la coutume de Lorraine.

### Révolution française et Empire
En 1790 Lezey appartenait au canton de Marsal, en 1801 au canton de Vic.
Au nord-ouest du village une tour de Chappe est en service entre 1798 et 1852 et sert de relais entre Vic-sur-Seille et Marimont sur la ligne de télégraphe  Paris-Strasbourg.

### Époque contemporaine
En 1820, la commune fait 798 hectares sur lesquels 527 sont consacrés aux labours, 167 aux prairies, et 3 aux vignes. Elle compte alors 230 habitants, représentants 46 foyers. Le bourg est constitué de 42 maisons et un moulin. On y extrait de la tourbe et la commune de Ley était alors une annexe.

La saline de Salées-Eaux
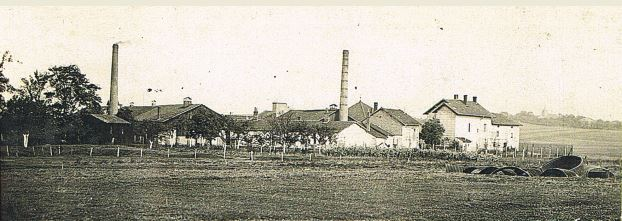
Vue générale des bâtiments de la saline de Salées-Eaux
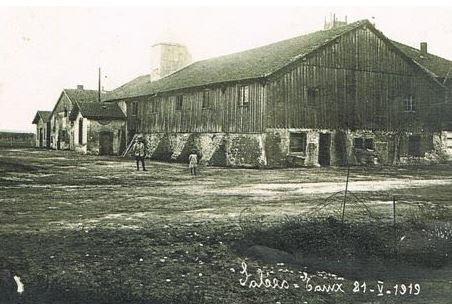
Hall d'extraction du sel où il était mis en tas puis en sacs
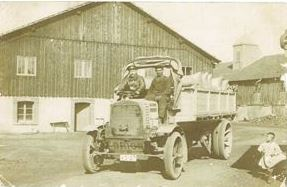
Camion chargé de sacs à livrer
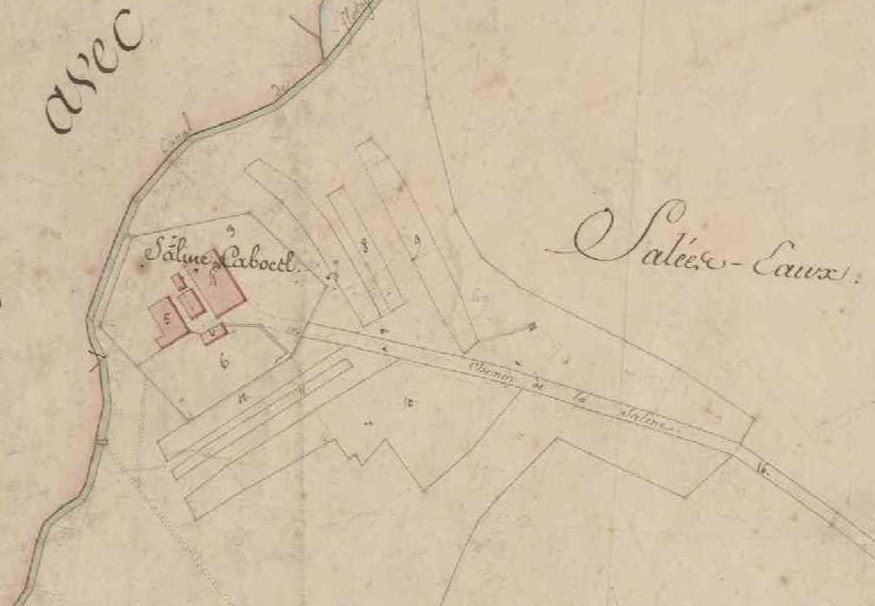
Plan cadastral de la saline située en limite des bans communaux de Lezey et Ley
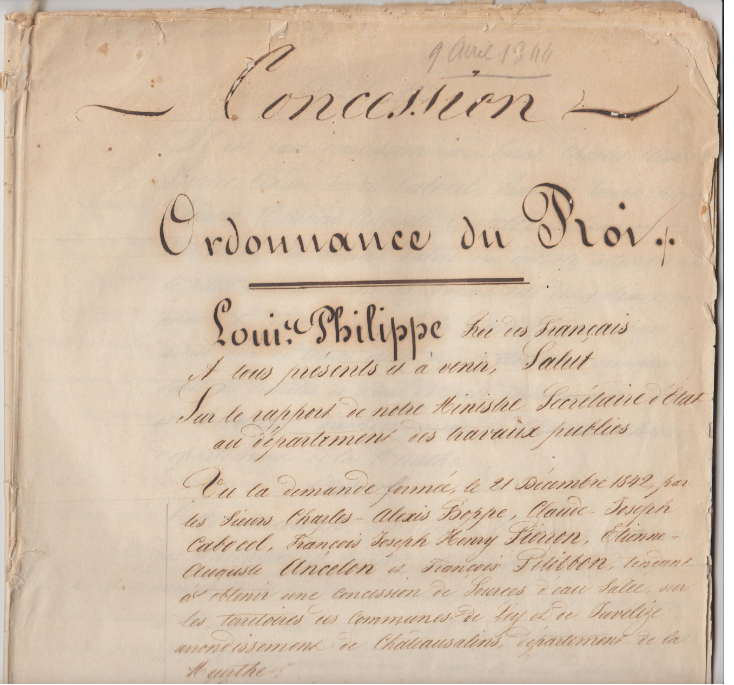
Ordonnance du roi Louis Philippe accordant une concession de source d'eau salée aux propriétaires du terrain

En septembre 1944, lors de la campagne de Lorraine, pendant les combats de la Libération de la France,  Lezey  a été le siège de la bataille de char d'Arracourt, pendant laquelle la saline de Salées-Eaux sur la limite communale de Ley, est détruite  par l'armée américaine.

## Politique et administration

### Rattachements administratifs et électoraux

#### Rattachements administratifs
La commune se trouve dans l'arrondissement de Château-Salins du département de la Moselle.
Elle faisait partie depuis 1801 du canton de Vic-sur-Seille. Dans le cadre du redécoupage cantonal de 2014 en France, cette circonscription administrative territoriale a disparu, et le canton n'est plus qu'une circonscription électorale.

#### Rattachements électoraux
Pour les élections départementales, la commune fait partie depuis 2014 du canton du Saulnois
Pour l'élection des députés, elle fait partie de la quatrième circonscription de la Moselle.

### Intercommunalité
Lezey est membre de la communauté de communes du Saulnois, un établissement public de coopération intercommunale (EPCI) à fiscalité propre créé en 1998 et auquel la commune a transféré un certain nombre de ses compétences, dans les conditions déterminées par le code général des collectivités territoriales.

### Liste des maires
| Période                                  | Période                        | Identité          | Étiquette | Qualité                                          |
| ---------------------------------------- | ------------------------------ | ----------------- | --------- | ------------------------------------------------ |
| Les données manquantes sont à compléter. |                                |                   |           |                                                  |
| 1959                                     | mars 1995                      | Rémi Cabocel      |           | Agriculteur Sénateur de la Moselle (1983 → 1983) |
| mars 1995                                | mars 2001                      | Alain Messe       |           |                                                  |
| 2001                                     | juin 2018,                     | Christian Henrion |           | Démissionnaire                                   |
| septembre 2018                           | juillet 2022                   | David Galbourdin  |           | Artisan Démissionnaire                           |
| septembre 2022                           | En cours (au 16 décembre 2022) | Boris Bellanger   |           | Contremaître ou agent de maîtrise                |

## Démographie
L'évolution du nombre d'habitants est connue à travers les recensements de la population effectués dans la commune depuis 1793. Pour les communes de moins de 10 000 habitants, une enquête de recensement portant sur toute la population est réalisée tous les cinq ans, les populations de référence des années intermédiaires étant quant à elles estimées par interpolation ou extrapolation. Pour la commune, le premier recensement exhaustif entrant dans le cadre du nouveau dispositif a été réalisé en 2005.

En 2022, la commune comptait 90 habitants, en évolution de −9,09 % par rapport à 2016 (Moselle : +0,52 %, France hors Mayotte : +2,11 %).
| 1793 | 1800 | 1806 | 1821 | 1831 | 1836 | 1841 | 1846 | 1851 |
| ---- | ---- | ---- | ---- | ---- | ---- | ---- | ---- | ---- |
| 234  | 238  | 207  | 240  | 229  | 316  | 306  | 330  | 311  |

| 1856 | 1861 | 1871 | 1875 | 1880 | 1885 | 1890 | 1895 | 1900 |
| ---- | ---- | ---- | ---- | ---- | ---- | ---- | ---- | ---- |
| 291  | 296  | 269  | 268  | 251  | 241  | 231  | 235  | 219  |

| 1905 | 1910 | 1921 | 1926 | 1931 | 1936 | 1946 | 1954 | 1962 |
| ---- | ---- | ---- | ---- | ---- | ---- | ---- | ---- | ---- |
| 215  | 180  | 162  | 150  | 148  | 147  | 98   | 117  | 128  |

| 1968 | 1975 | 1982 | 1990 | 1999 | 2005 | 2006 | 2010 | 2015 |
| ---- | ---- | ---- | ---- | ---- | ---- | ---- | ---- | ---- |
| 131  | 112  | 110  | 91   | 99   | 115  | 118  | 102  | 98   |

| 2020 | 2022 | - | - | - | - | - | - | - |
| ---- | ---- | - | - | - | - | - | - | - |
| 91   | 90   | - | - | - | - | - | - | - |

## Culture locale et patrimoine

### Lieux et monuments
- Église Saint-Rémi : nef XIIe siècle, chœur carré XVe siècle avec oculus, clocher 1750, portails latéraux roman et flamboyant 1527.
- Fermes XVIIIe et XIXe siècles.

### Héraldique
| Blason de Lezey | Blason  | De gueules à la croix latine au pied fiché d'or, soutenue d'un croissant d'argent et accostée de deux saumons du même. |
| Blason de Lezey | Détails | |

## Pour approfondir